# Сибуя-кэй
Сибуя-кэй (яп. 渋谷系, англ. Shibuya-kei — «сибуйский стиль») — разновидность японской поп-музыки, сочетающая элементы джаза, фьюжн, традиционной музыки и других стилей. Музыка сибуя-кэй изначально приобрела популярность в токийском районе Сибуя, по которому и была названа. Несмотря на отсутствие широкой рекламы, стиль пользовался огромным успехом в регионе.
Наиболее распространенными точками отсчета были культура 1960-х годов и западная поп-музыка, особенно работы Берта Бакарака, Брайана Уилсона, Фила Спектора и Сержа Генсбура.
Сначала термин применялся к группам «Flipper’s Guitar», «Pizzicato Five» и «Scha Dara Parr», на которые оказывала сильное влияние французская музыка стиля йе-йе, а также лаунж и босанова. По мере возрастания популярности стиля в конце 1990-х годов, название стало применяться ко множеству исполнителей, таких как Puffy AmiYumi чья музыкальная стилистика начала отражать более массовые вкусы. Возрастающее количество музыкантов за пределами Японии, например, Момус (Великобритания), Dimitri from Paris (Франция), Natural Calamity и Phofo (США) также стало обозначать свою принадлежность к сибуя-кэй.

## Известные исполнители
- Buffalo Daughter
- Capsule
- Cibo Matto
- Cornelius
- Eel
- Fantastic Plastic Machine
- Flipper's Guitar
- Hazel Nuts Chocolate
- Хидэки Кандзи
- Кахими Кари
- Кариа Номото
- Miniflex
- Озава Кэндзи
- Pizzicato Five
- Puffy AmiYumi
- Qypthone
- Scha Dara Parr
- Sonic Coaster Pop
- Такако Минэкава
- Това Тэй
- YMCK
- Ёсинори Сунахара
- YUI
- Yukari Fresh
- The Zoobombs